# Life for Rent
Life for Rent là album phòng thu thứ hai của nữ ca sĩ kiêm nhạc sĩ người Anh, Dido được phát hành bởi hãng đĩa Arista Records vào ngày 29 tháng 9, 2003. Album được sản xuất bởi Rollo Armstrong và Rick Nowels. Quá trình thực hiện album bắt đầu từ hồi giữa năm 2002. Album đến nay được chứng nhận 7 lần đĩa Bạch kim bởi BPI; và bán hơn 12 triệu bản trên toàn thế giới, có tên tại vị trí thứ tư của danh sách những album bán chạy nhất năm 2003. Album cũng đạt vị trí thứ 7 trong Danh sách những album bán chạy nhất thập niên 2000 tại Anh, giúp Dido là nữ nghệ sĩ duy nhất có hai album trong danh sách top 10.

## Sáng tác
Bài hát đầu tiên và cũng là đĩa đơn phát hành đầu tiên của album, "White Flag" bắt đầu bằng một hợp âm đơn, gợi nhớ đến ca khúc "Nothing Compares 2 U" của Sinéad O'Connor. Trong ca khúc, nhân vật chính không chịu đầu hàng, cho dù cả hai đều biết chuyện của họ đã chấm dứt. Ca khúc gồm một tạp âm "đa lớp", với phần outro là tiếng du dương của dương cầm và các nhạc cụ bộ dây khác. Bài hát thứ hai trong album, "Stoned" là một bản nhạc với giai điệu sôi động, gợi nhớ đến David Bowie trong album Outside (1995). Bản nhạc cùng tên album, "Life for Rent" mang đậm chất tự sự với giai điệu tinh tế. Ca khúc bắt đầu bằng tiếng guitar mộc và sau đó có pha trộn giai điệu từ hip hop. Phần "Nothing I have is truly mine" được lặp lại trong hồi cuối của bài. "Mary’s in India" là một ca khúc đầy suy nghĩ như một lời đề nghị nho nhỏ với một người bạn chuyển đi sống ở nước ngoài về những gì cô để lại sau lưng. Bài hát thứ 5, "See You When You're 40" là một bản ballad mang giai điệu và màu sắc tối hơn, với một chút giai điệu giao hưởng và trip-hop. 'And I've seen, tonight, what I'd been warned about / I'm gonna leave, tonight, before I change my mind,' she sings.
Dido có lần chia sẻ về bài hát thứ 6, "Don't Leave Home", là một ca khúc với phần đề cập đến việc nghiện ma tuý. Thay vì là một người tình, ma tuý chiếm lấy thân thể người nghiện cho đến khi anh ta không muốn về nhà nữa. Bài hát "Who Makes You Feel" là một ca khúc trip-pop nhẹ nhàng và đầy tình cảm. "Sand in My Shoes" nói về việc cô quá bận đến nỗi không còn thời gian nữa, với phần nối của bài có hơi hướng nhạc dance-house. "Do You Have a Little Time" có những nhịp điệu hip-hop và những nhạc cụ dây mới mẻ. "This Land í Mine" là một mảnh trầm ngâm mà theo PopMatters, là một bản mà "Travis hay Coldplay sẽ thu nó với một nụ cười nhoẻn trên môi. Với giai điệu giản dị và lơ thơ, ca khúc nghe giống với Olivia Newton-John hồi đầu những năm 70." Bài hát "See The Sun" cho thấy Dido như một vị cứu tinh cho một con tim tan vỡ.

## Các đĩa đơn
"White Flag" là ca khúc được phát hành dưới dạng đĩa đơn đầu tiên từ album. Ca khúc nhận được nhiều phản ứng tích cực từ phía các nhà phê bình âm nhạc và trở thành ca khúc ăn khách rộng trên toàn thế giới, đạt vị trí quán quân tại Úc và khu vực Châu Âu. Bài hát đạt vị trí Á quân tại Anh, đứng sau "Where Is the Love?" của The Black Eyed Peas và trở thành ca khúc đạt vị trí cao nhất của cô tại đó. Ở bảng xếp hạng cuối năm tại Anh, bài hát đạt vị trí thứ 12. Bài hát đạt vị trí thứ 18 tại Billboard Hot 100 và trở thành ca khúc thứ hai đạt đến top 20 của cô tại đó. Ca khúc còn đạt vị trí thứ hai tại Billboard Hot Adult Contemporary Tracks và tồn tại ở đó trong suốt 66 tuần. Ca khúc ghi dấu ấn mối quan hệ của cô với Bob Page. Trong một cuộc phỏng vấn với tờ báo The Sun Anh, Dido chia sẻ "ca khúc là lời xin lỗi đến Page vì làm anh ấy đau khổ. 'Đó là một quyết định lớn khi tôi không cưới anh ấy...'".
Video ca nhạc cho bài hát này có sự góp mặt của diễn viên David Boreanaz. Ca khúc lọt vào danh sách "500 Ca khúc xuất sắc nhất từ khi bạn sinh ra" của The Blenders tại vị trí thứ 317. Đĩa đơn thứ hai từ album được chọn là "Life for Rent". Nó đạt top 10 tại Anh và Ireland. Video ca nhạc của ca khúc có sự xuất hiện của Dido khi đang hát trong nhiều căn phòng, được Sophie Muller đạo diễn.
"Don't Leave Home" được phát hành dưới dạng đĩa đơn thứ ba của album, đây cũng là sáng tác của cô cùng anh trai của mình. Chủ đề của ca khúc nói về ma tuý, khi ma tuý "hát" đến con nghiện của mình: "When I've been here for just one day / You'll already miss me if I go away / So close the blinds and shut the door / You won't need other friends anymore". Ca khúc đạt đến vị trí thứ 25 tại Anh. Bài hát "Stoned" cũng được phối lại và chỉ được phát hành dưới dạng B-side của đĩa đơn, nhưng ngay sau đó trở thành bản ăn khách tại các hộp đêm và đạt vị trí đầu bảng tại Billboard Hot Dance/Club Songs. "Sand in My Shoes" là đĩa đơn thứ tư và cũng là đĩa đơn cuối cùng trích từ album, trở thành một bài hát ăn khách ở các hộp đêm khi đạt vị trí quán quân trên Billboard Hot Dance Club Play. Nó cũng đạt đến vị trí thứ 29 tại Anh.

## Đánh giá chuyên môn
| Đánh giá chuyên môn  | Đánh giá chuyên môn |
| Nguồn đánh giá       | Nguồn đánh giá      |
| Nguồn                | Đánh giá            |
| -------------------- | ------------------- |
| AllMusic             | [ 20 ]              |
| BBC                  | (trái chiều)        |
| Blender              | [ 22 ]              |
| Robert Christgau     | [ 23 ]              |
| entertainment.ie     | [ 24 ]              |
| Entertainment Weekly | (B)                 |
| The Guardian         | [ 26 ]              |
| PopMatters           | (tích cực)          |
| Rolling Stone        | [ 27 ]              |
| Slant Magazine       | [ 3 ]               |

Theo các bài đánh giá được tập hợp lại tại Metacritic, album nhận được nhiều ý kiến tích cực, đạt được 69 trên 100 điểm dựa trên 12 bản đánh giá. Jason MacNeil, từ PopMatters cho một bài đánh giá rất tích cực, kết thúc bằng câu: "Album lần này nhìn chung là một sản phẩm nặng ký hơn album trước, trong cả chất lượng lẫn chiều sâu". Alexis Petridis có viết "Thật là một điều tuyệt vời khi ghi nhận album thứ hai của Dido có đủ lực mạnh để cho những người gièm pha cô biến mình trở thành những kẻ hợm hĩnh, những kẻ cho rằng âm nhạc của cô chỉ là sự lột tả của một người bình thường;... Buồn thay, tự thân album này đã chứng tỏ mình thật sự nhiều hơn thế". Nhà phê bình Robert Christgau từ MSN Music cho album một "Biểu tượng chiếc kéo Lựa chọn", khi nói "bài hay nhất từ album cũng không đáng để bạn bỏ thời gian hay tiền bạc để nghe nó", cùng với việc chọn ca khúc "Mary's in India" là "ca khúc hay" duy nhất trong album.
Barry Walters, từ tờ Rolling Stone thẳng thắn chia sẻ "Những sản phẩm như No Angel... không quá táo bạo, nhưng lại có tính chính trực của riêng nó.""Life for Rent không hề mang lại thứ gì quá đột phá từ sản phẩm đầu tay của Dido [No Angel],... tuy cô là mẫu người khiêm tốn và hoà nhã, nhưng những ca khúc của cô hoàn toàn là những gì bắt tai và du dương nhất mà có thể sẽ lẩn quẩn trong tâm trí bạn mãi" là nhận xét của Stephen Thomas Erlewine từ Allmusic. Andrew Lynch, từ entertainment.ie có ghi rằng: "Life For Rent không hoàn toàn là một kiệt tác, nhưng có trong mình sự nhẹ nhàng, khiêm tốn cùng sức quyến rũ kiểu hiền lành giúp cho sản phẩm trước trở thành một sản phẩm ăn khách". Derryck Strachan, từ BBC, có viết "... cô ấy bước giữa sự tín nhiệm và tính đại chúng;... Nhưng, cô không hề vấp phải một sai lầm nào trong album lần này. Về mặt tích cực, có nhiều giai điệu folk-pop hơn trong sản phẩm này, về mặt tiêu cực, cô vẫn chưa tiến lên một cách rõ rệt", đồng thời cũng có nói "Cho dù Dido có góp một phần quan trọng trong nhóm nhạc của anh trai Rollo của cô đi chăng nữa,... nhưng để nói sự thành công của nhóm mang đến danh tiếng cho cô thì thật sai lầm".

## Thành công về mặt thương mại
Life for Rent trở thành một trong những album có tốc độ bán chạy nhanh nhất của một nghệ sĩ nữ, khi vượt mốc 5 triệu bản chỉ trong hai tuần phát hành. Album bán được 102.500 bản trong ngày đầu tiên và đạt 400.351 bản ngay trong tuần đầu. Theo IFPI, đây là album bán chạy thứ tư của năm 2003 trên toàn thế giới. Cũng theo BPI, Life for Rent là album bán chạy nhất năm 2003 tại Anh Quốc; và là album thứ 7 bán chạy nhất trong thập niên 2000. Album có 10 tuần đạt vị trí đầu bảng tại UK Albums Chart, và tồn tại trong bảng xếp hạng trong 54 tuần. Tại Hoa Kỳ, Life for Rent đạt đến vị trí thứ tư. Đến tháng 10 năm 2003, album đã bán hơn 1 triệu rưỡi bản. Tại Úc, album mở đầu tại vị trí đầu bảng tại ARIA, trở thành một trong những album bán chạy nhất năm 2003 và được chứng nhận 6 lần đĩa Bạch kim với lượng đĩa bán ra vượt hơn 420.000 bản. Chuyến lưu diễn "Life for Rent Tour" của cô được phát động trên khắp thế giới năm 2004. Album còn được đề cử cho "Album Anh Quốc xuất sắc nhất" tại giải BRIT Awards 2004 cùng với Gotta Get Thru This của Daniel Bedingfield, Think Tank của Blur và Magic and Medicine của The Coral nhưng đều thất bại trước Permission to Land của The Darkness. "White Flag" được vinh danh tại Ivor Novello Award năm 2004 với hạng mục "Bài hát quốc tế ăn khách của năm". Cũng trong năm đó, Life for Rent đem về đề cử cho Giải Grammy đầu tiên của cô trong hạng mục "Trình diễn giọng pop nữ xuất sắc nhất" cho bài "White Flag"

## Danh sách bài hát
| STT | Nhan đề                     | Sáng tác                                     | Thời lượng |
| --- | --------------------------- | -------------------------------------------- | ---------- |
| 1.  | "White Flag"                | Dido Armstrong, Rollo Armstrong, Rick Nowels | 4:01       |
| 2.  | "Stoned"                    | D. Armstrong, R. Armstrong, Lester Mendez    | 5:55       |
| 3.  | "Life for Rent"             | D. Armstrong, R. Armstrong                   | 3:41       |
| 4.  | "Mary's in India"           | D. Armstrong, R. Armstrong                   | 3:41       |
| 5.  | "See You When You're 40"    | D. Armstrong, R. Armstrong, Aubrey Nunn      | 5:20       |
| 6.  | "Don't Leave Home"          | D. Armstrong, R. Armstrong                   | 3:46       |
| 7.  | "Who Makes You Feel"        | D. Armstrong, R. Armstrong, Master Pnut      | 4:20       |
| 8.  | "Sand in My Shoes"          | D. Armstrong, R. Nowels                      | 4:59       |
| 9.  | "Do You Have a Little Time" | D. Armstrong, Mark Bates, R. Nowels          | 3:55       |
| 10. | "This Land Is Mine"         | D. Armstrong, R. Armstrong, R. Nowels        | 3:46       |
| 11. | "See the Sun"               | D. Armstrong                                 | 5:05       |
| 12. | "Closer" (bản ẩn danh)      | D. Armstrong, R. Armstrong, R. Nowels        | 3:29       |

## Những người thực hiện album

### Cá nhân
- Dido Armstrong - hát chính
- Pauline Taylor - giọng nền
- Rusty Anderson - guitar
- Dave Randall - guitar
- Rick Nowels - guitar, keyboards
- Adam Zimmon - acoustic guitar
- Paul Herman - acoustic guitar
- Aubrey Nunn - guitar bass
- Sister Bliss - keyboards, dương cầm
- Mark Bates - harmonium, keyboards, percussion
- Carlos Paucar - percussion
- Mako Sakamoto - drums
- Andy Treacy - drums

### Sản xuất album
- Producers - D. Armstrong, Rollo Armstrong, R. Nowels
- Programmers - D. Armstrong, Sister Bliss, DJ Pnut, Steve Sidelynk

## Xếp hạng và chứng nhận
| Bảng xếp hạng                      | Thứ hạng cao nhất | Chứng nhận  | Doanh thu  |
| ---------------------------------- | ----------------- | ----------- | ---------- |
| Argentinian Albums Chart           | —                 | 3× Bạch kim | 120,000+   |
| Australian Albums Chart            | 1                 | 6× Bạch kim | 420,000+   |
| Austrian Albums Chart              | 2                 | Bạch kim    | 30,000+    |
| Belgium Albums Chart (Flanders)    | 1                 | 2× Bạch kim | 100,000+   |
| Belgium Albums Chart (Wallonia)    | 1                 | 2× Bạch kim | 100,000+   |
| Brazilian Albums Chart             | —                 | Vàng        | 50,000+    |
| Canadian Albums Chart              | 2                 | 3× Bạch kim | 300,000+   |
| Denmark Albums Chart               | 1                 | Bạch kim    | 30,000+    |
| European Top 100 Albums            | 1                 | 5× Bạch kim | 5,000,000+ |
| Finland Albums Chart               | 3                 | Vàng        | 10,000+    |
| French Albums Charts               | 1                 | 2× Bạch kim | 645,000+   |
| German Albums Charts               | 1                 | 3× Bạch kim | 600,000+   |
| Greeks Albums Charts               | 5                 | Vàng        | 10,000+    |
| Hungarian Albums Chart             | 7                 | Vàng        | 15,000+    |
| Italian Albums Chart               | 2                 | Bạch kim    | 100,000+   |
| Mexican Albums Charts              | 4                 | Vàng        | 75,000+    |
| Netherlands Albums Chart           | 1                 | Bạch kim    | 80,000+    |
| New Zealand Albums Chart           | 1                 | Bạch kim    | 60,000+    |
| Norwegian Albums Chart             | 2                 | Bạch kim    | 80,000+    |
| Polish Albums Chart                | 1                 | Vàng        | 35,000+    |
| Russian Albums Chart               | —                 | Bạch kim    | 20,000+    |
| Swedish Albums Chart               | 1                 | Bạch kim    | 60,000+    |
| Swiss Albums Top 100               | 1                 | 3× Bạch kim | 120,000+   |
| UK Albums Chart                    | 1                 | 9× Bạch kim | 2,866,350  |
| U.S. Billboard 200                 | 4                 | 2× Bạch kim | 2,100,000+ |
| U.S. Billboard Top Internet Albums | 12                | 2× Bạch kim | 2,100,000+ |